# Chrysanthemum grandiflorum
Chrysanthemum grandiflorum là một loài thực vật có hoa trong họ Cúc. Loài này được Ramat. mô tả khoa học đầu tiên.